# Cyanopepla pretiosa
Cyanopepla pretiosa är en fjärilsart som beskrevs av Hermann Burmeister 1880. Cyanopepla pretiosa ingår i släktet Cyanopepla och familjen björnspinnare. Inga underarter finns listade i Catalogue of Life.